# Hrvatski helsinški odbor
Hrvatski helsinški odbor za ljudska prava (skr. HHO) hrvatska je nevladina organizacija za zaštitu i promicanje ljudskih prava u Hrvatskoj. 

## Povijest
Osnovan je 31. ožujka 1993..  Do 14. travnja 2003. djelovao je kao predstavništvo Međunarodne helsinške federacije, a potom je registriran kao domaća udruga po hrvatskom zakonu.
HHO je bio član Međunarodne helsinške federacije do njezina raspada 2008. Bio je i član Mreže kuća ljudskih prava do 2008. i Balkanske mreže za ljudska prava (ne djeluje od 2008.). Surađuje s hrvatskim pravosudnim, javnim, upravnim i drugim relevantnim institucijama, kako u radu na slučajevima kršenja ljudskih prava, tako i u razvijanju novih sustavnih rješenja.
HHO surađuje sa sličnim organizacijama u Europi.

## Ustroj i djelatnosti
Hrvatski helsinški odbor ima približno 30 članica i članova. U njegovom profesionalnom uredu radilo je do 2008. 10 zaposlenica i zaposlenika. Članstvo u organizaciji i plaćeni rad jasno su razdvojeni. Članovi (uključujući predsjednika, pravnike itd.) rade volonterski, a zaposlenici nisu članovi udruge. Time odbor osigurava vjernost svojoj glavnoj misiji i sprječava premještanje ciljeva prema kratkoročnijim ili užim interesima.
Predsjednici HHO-a do sada su bili: Ivan Zvonimir Čičak (1993. – 1998.), Žarko Puhovski (2000. – 2007.), Daniel Ivin (2007.) i Ivo Banac (2007. – 2009.). 2009. za predsjednika je ponovno izabran Ivan Zvonimir Čičak.
Osim središnjeg ureda u Zagrebu, HHO je imao i nekoliko područnih centara - Slavonija (Osijek i Vukovar), Karlovac, Knin, Split, Dubrovnik - kojima je osiguravao pokrivenost najkritičnijih područja u državi, napose područja najviše pogođenih u Domovinskom ratu.

## Nagrade
Hrvatski helsinški odbor svake godine u povodu Međunarodnog dana ljudskih prava (10. prosinca) dodjeljuje tri nagrade:
- Nagradu "Miko Tripalo" državnim dužnosnicima i predstavnicima lokalne samouprave i političarima za doprinos u zaštiti i promicanju ljudskih prava koji nadilazi profesionalne obveze i uobičajene standarde

- Nagradu "Joško Kulušić" za doprinos u zaštiti ljudskih prava na području medijskog djelovanja[2]

- Nagradu  "Sulejman Mašović-Jovan Nikolić-Luka Vincetić" za doprinos u promicanju međureligijskog dijaloga, ekumenizma i vjerske tolerancije[3][4]

## Vanjske poveznice
Mrežna mjesta
- Službene mrežne stranice
- Policija i građani, www.mup.hr, primjer publikacije kojoj su suizdavači HHO i Ministarstvo unutarnjih poslova Republike Hrvatske